# Bulgarian Astronomical Journal
Bulgarian Astronomical Journal (в перекладі з англ. — Болгарський астрономічний журнал) — провідний науковий журнал Болгарії в галузі астрономії, який видається Інститутом астрономії Болгарської академії наук.

## Історія
Попередником журналу були «Повідомлення секції астрономії» (болг. Известия на секцията по астрономия, англ. Bulletin of the Section of Astronomy) Болгарської академії наук, які виходили з 1967 по 1973 рік.
1975 року почав раз на кілька років виходити журнал «Астрофізичні дослідження» (болг. Астрофизические исследования). Поступолво періодичність видання журналу збільшилась, а назву змінили на «Болгарський астрономічний журнал» (англ. Bulgarian Astronomical Journal).

## Тематика й редакторська політика
Журнал публікує теоретичні, спостережні та інструментальні статті з усіх галузей астрономії, астрофізики та міждисциплінарних областей. Кожна стаття проходить анонімне рецензування. У вигляді спеціальних томів журнал публікує матеріали конференцій, але також лише ті доповіді, які успішно пройшли рецензування. Журнал виходить в електронній і друкованій версіях. Він не бере плати за публікацію та безкоштовно доступний в інтернеті.

## Індексування
Журнал індексується наступними базами даних:
- ADS
- Страсбурзький центр астрономічних даних
- SCOPUS
- Elsevier
- Clarivate Analytics
- Emerging Source Citation Index